# Leptolepida malangae
Leptolepida malangae är en fjärilsart som beskrevs av George Thomas Bethune-Baker 1911. Leptolepida malangae ingår i släktet Leptolepida och familjen tandspinnare. Inga underarter finns listade i Catalogue of Life.